# Primavera nos Dentes
"Primavera nos Dentes" é uma das canções do grupo Secos & Molhados, lançada no homônimo album de estréia. É uma poesia escrita pelo pai de João Ricardo, João Apolinário, e musicada por aquele. 

## Canção
A canção é a mais longa lançada pelo grupo, com 4 minutos e 50 segundos. É composta por uma longa introdução instrumental em Blues, composta por baixo, bateria, guitarra e teclado. O vocal da canção, com as vozes de Ney Matogrosso, Gérson Conrad e João Ricardo desaguam em um grito, após versos poéticos e calmos. O tempo e a introdução são levemente inspirados em "Breathe", faixa de Dark Side of the Moon do Pink Floyd.

## Interpretação Lírica
O poeta João Apolinário lutou contra o fascismo em seus anos úteis e o poema serviu como base contra a Ditadura Militar no Brasil. A letra da canção sugere uma guerra contra o sistema, assim como outras canções do grupo. É considerada uma canção atual, mesmo depois de mais de 40 anos do lançamento, portanto, também é a favor da liberdade do indivíduo em suas repressões, como diz no verso "inventa a contra-mola que resiste".

## Outras Versões
- O cantor brasileiro Eduardo Dussek, no álbum Assim Assado - Tributo ao Secos e Molhados que comemorava os 30 anos do Secos e Molhados. [2]
- O grupo brasileiro de reggae/pop rock, Cidade Negra, executou esta canção em diversas apresentações ao vivo, incorporando-a ao seu estilo.